# Osteodes eritreensis
Osteodes eritreensis là một loài bướm đêm trong họ Geometridae.